# Marlborough (Auckland)
Marlborough est une banlieue de la cité d’Auckland, située dans l’Île du Nord de la Nouvelle-Zélande.

## Situation
Elle siège à 8 kilomètres au nord-ouest du  CBD d'Auckland entre la banlieue de Hillcrest et celle de Glenfield.

## Gouvernance
Malborough est sous la gouvernance locale du Conseil d'Auckland.
En 2013, cette banlieue comprenait une partie du  secteur électoral de ‘Northcote’ (en), qui est représentée par le Membre du Parlement Dan Bidois (en), du Parti National.

## Éducation
‘Marlborough School’ est une école mixte contribuant au primaire (allant de l’année 1 à 6) avec un taux de décile de 7 et un effectif de 274 élèves.

## Liens Externes
- (en) Northcote electoral profile
- (en) Map showing the location of Marlborough
- (en) Marlborough School website

- New Zealand Gazetteer